# Ninja Gaiden 4
Ninja Gaiden 4 — будущая компьютерная игра в жанрах action-adventure и hack and slash, издаваемая Xbox Game Studios по лицензии от Koei Tecmo. Игра является частью серии Ninja Gaiden и прямым продолжением игры Ninja Gaiden 3 2012 года.

## Игровой процесс
Как и предшественницы, игра является представителем жанра hack and slash, суть которой заключается в продвижении игроком по линейным уровням, попутно сражаясь с большим количеством врагов, используя различные комбинации ударов и добивания, и иногда решая головоломки. Игровой процесс за Якумо похож на таковой из Metal Gear Rising: Revengeance, в то время как игра за Рю Хаябусу напоминает прошлые игры серии.

## Синопсис
Действие игры происходят спустя несколько лет после событий Ninja Gaiden 3. На Токио обрушиваются бесконечный дождь и толпы демонов, и всё это связано с возвращением некоего древнего зла. Основной протагонист игры, молодой ниндзя по имени Якумо, должен остановить разрушение мира демонами и, помимо прочего, расквитаться с главным героем всей серии, ниндзя Рю Хаябусой, который так же является играбельным персонажем и играет большую роль в основном сюжете.

## Разработка и выход
Игра была анонсирована 23 января 2025 года на презентации Xbox Developer_Direct вместе с ремастером игры Ninja Gaiden II 2008 года на платформы PlayStation 5, Xbox Series X/S и ПК под управлением Windows. Всемирным издателем игры выступило подразделение Microsoft, Xbox Game Studios, что делает Ninja Gaiden 4 второй игрой в серии (после Ninja Gaiden II 2008 года), которую оно издало. Благодаря этому, игра будет доступна в сервисе Xbox Game Pass сразу в день её выхода. Разработчики во время представления игры заявили, что игра вышла в свет благодаря поддержке Фила Спенсера, генерального директора Microsoft Gaming.
На презентации Xbox Games Showcase 2025, помимо демонстрации игрового процесса, была объявлена дата выхода игры — 21 октября 2025 года.